# Dīmājānkesh
Dīmājānkesh (persiska: دیماجانکش) är en ort i Iran.   Den ligger i provinsen Gilan, i den norra delen av landet, 170 km nordväst om huvudstaden Teheran. Dīmājānkesh ligger 1 397 meter över havet och antalet invånare är 205.
Terrängen runt Dīmājānkesh är bergig åt sydost, men åt nordväst är den kuperad. Runt Dīmājānkesh är det ganska tätbefolkat, med 134 invånare per kvadratkilometer. Närmaste större samhälle är Mūsá Kalāyeh, 7,5 km sydväst om Dīmājānkesh. Trakten runt Dīmājānkesh består i huvudsak av gräsmarker.